# Emblyna suwanea
Emblyna suwanea là một loài nhện trong họ Dictynidae.
Loài này thuộc chi Emblyna. Emblyna suwanea được Willis J. Gertsch miêu tả năm 1946.